# NGC 2675
NGC 2675 is een elliptisch sterrenstelsel in het sterrenbeeld Grote Beer. Het hemelobject werd op 2 december 1861 ontdekt door de Duits-Deense astronoom Heinrich Louis d'Arrest.

## Synoniemen
- UGC 4629
- MCG 9-15-37
- ZWG 264.21
- PGC 24909